# Azteken-Schrift

Glyphe für Tenochtitlan aus dem Codex Telleriano-Remensis

Die Azteken-Schrift ist eine der autochthonen mesoamerikanischen Schriften. Diese Schrift hatte noch keine hohe Stufe einer Schrift erreicht, als sie von den spanischen Konquistadoren ausgelöscht wurde. Die meisten Dokumente wurden im missionarischen Eifer als Teufelswerk verbrannt. Das berühmteste erhaltene Dokument in der Azteken-Schrift ist der Codex Mendoza, der nach dem ersten Vizekönig von Neuspanien, Antonio de Mendoza, benannt ist. Er befindet sich heute in der Oxforder Bodleian Library.